# Marc Potvin
Pour les articles homonymes, voir Potvin.
Marc R. Potvin (né le 29 janvier 1967 à Ottawa au Canada - mort le 13 janvier 2006 à Kalamazoo aux États-Unis) est un joueur canadien de hockey sur glace.

## Carrière de joueur
Après une carrière prometteuse universitaire, Potvin entrepris sa carrière dans la LAH. Il voyagea d'Adirondack aux Red Wings de Détroit (LNH) entre les années 1990-1993 avant de passer aux Kings de Los Angeles. Son jeu rude ne lui permit pas d'avoir un poste régulier dans la LNH. Après son passage avec les Kings, il joua pour les Whalers de Hartford et les Bruins de Boston sans jamais y passer la saison complète. Il joua majoritairement dans la LAH avant de se retirer. Il devint par la suite entraîneur pour diverses équipes. On le retrouva mort dans sa chambre d'hôtel le 13 janvier 2006, il était alors entraîneur-chef du Frostbite d'Adirondack dans la UHL. La police de Kalamazoo conclut au suicide quelques semaines plus tard.

## Statistiques
Pour les significations des abréviations, voir Statistiques du hockey sur glace.
| Saison     | Équipe                   | Ligue      |     | Saison régulière | Saison régulière | Saison régulière | Saison régulière | Saison régulière |   | Séries éliminatoires | Séries éliminatoires | Séries éliminatoires | Séries éliminatoires | Séries éliminatoires |
| Saison     | Équipe                   | Ligue      | PJ  | B                | A                | Pts              | Pun              | PJ               | B | A                    | Pts                  | Pun                  |                      |                      |
| 1984-1985  | Sugar Kings d'Elmira     | OHA-B      | 37  | 21               | 22               | 43               | 108              | -                | - | -                    | -                    | -                    |                      |                      |
| 1985-1986  | Cullitond de Stratford   | OHA-B      | 39  | 22               | 43               | 65               | 180              | -                | - | -                    | -                    | -                    |                      |                      |
| 1986-1987  | Falcons de Bowling Green | NCAA       | 43  | 5                | 15               | 20               | 74               | -                | - | -                    | -                    | -                    |                      |                      |
| 1987-1988  | Falcons de Bowling Green | NCAA       | 45  | 15               | 21               | 36               | 80               | -                | - | -                    | -                    | -                    |                      |                      |
| 1988-1989  | Falcons de Bowling Green | NCAA       | 46  | 23               | 12               | 35               | 63               | -                | - | -                    | -                    | -                    |                      |                      |
| 1989-1990  | Falcons de Bowling Green | NCAA       | 40  | 19               | 17               | 36               | 72               | -                | - | -                    | -                    | -                    |                      |                      |
| 1989-1990  | Red Wings d'Adirondack   | LAH        | 5   | 2                | 1                | 3                | 9                | 4                | 0 | 1                    | 1                    | 23                   |                      |                      |
| 1990-1991  | Red Wings d'Adirondack   | LAH        | 63  | 9                | 13               | 22               | 365              | -                | - | -                    | -                    | -                    |                      |                      |
| 1990-1991  | Red Wings de Détroit     | LNH        | 9   | 0                | 0                | 0                | 55               | 6                | 0 | 0                    | 0                    | 32                   |                      |                      |
| 1991-1992  | Red Wings d'Adirondack   | LAH        | 51  | 13               | 16               | 29               | 314              | 19               | 5 | 4                    | 9                    | 57                   |                      |                      |
| 1991-1992  | Red Wings de Détroit     | LNH        | 5   | 1                | 0                | 1                | 52               | 1                | 0 | 0                    | 0                    | 0                    |                      |                      |
| 1992-1993  | Red Wings d'Adirondack   | LAH        | 37  | 8                | 12               | 20               | 109              | -                | - | -                    | -                    | -                    |                      |                      |
| 1992-1993  | Kings de Los Angeles     | LNH        | 20  | 0                | 1                | 1                | 61               | 1                | 0 | 0                    | 0                    | 0                    |                      |                      |
| 1993-1994  | Kings de Los Angeles     | LNH        | 3   | 0                | 0                | 0                | 26               | -                | - | -                    | -                    | -                    |                      |                      |
| 1993-1994  | Whalers de Hartford      | LNH        | 51  | 2                | 3                | 5                | 246              | -                | - | -                    | -                    | -                    |                      |                      |
| 1994-1995  | Bruins de Providence     | LAH        | 21  | 4                | 14               | 18               | 84               | 12               | 2 | 4                    | 6                    | 25                   |                      |                      |
| 1994-1995  | Bruins de Boston         | LNH        | 6   | 0                | 1                | 1                | 4                | -                | - | -                    | -                    | -                    |                      |                      |
| 1995-1996  | Bruins de Providence     | LAH        | 48  | 9                | 9                | 18               | 118              | -                | - | -                    | -                    | -                    |                      |                      |
| 1995-1996  | Bruins de Boston         | LNH        | 27  | 0                | 0                | 0                | 12               | 5                | 0 | 1                    | 1                    | 18                   |                      |                      |
| 1996-1997  | Pirates de Portland      | LAH        | 71  | 17               | 15               | 32               | 210              | 5                | 0 | 0                    | 0                    | 12                   |                      |                      |
| 1997-1998  | Wolves de Chicago        | LIH        | 81  | 4                | 8                | 12               | 170              | 10               | 0 | 0                    | 0                    | 22                   |                      |                      |
| Totaux LNH | Totaux LNH               | Totaux LNH | 121 | 3                | 5                | 8                | 456              | 13               | 0 | 1                    | 1                    | 50                   |                      |                      |

### Transactions en carrière
- 29 janvier 1993 : échangé aux Kings de Los Angeles par les Red Wings de Détroit avec Jimmy Carson et Gary Shuchuk pour Jim Hiller, Sylvain Couturier et Paul Coffey.
- 3 novembre 1993 : échangé aux Whalers de Hartford par les Kings de Los Angeles pour Doug Houda.
- 29 juin 1994 : signe un contrat comme agent-libre avec les Bruins de Boston.

## Carrière d'entraîneur
- 1998-1999 : assistant-entraîneur avec les Red Wings d'Adirondack dans la LAH.
- 1999-2000 : entraîneur-chef des Sea Wolves du Mississippi dans l'ECHL.
- 2000-2002 : entraîneur-chef des Falcons de Springfield dans la LAH.
- 2003-2004 : entraîneur-chef des IceHawks de l'Adirondack.
- 2004-2006 : entraîneur-chef du Frostbite d'Adirondack.

### Parenté dans le sport
- Cousin des joueurs Denis et Jean Potvin